# Ludwig Kaindl
Ludwig Kaindl (ur. 13 grudnia 1914 w Ergoldsbach, zm. 5 lipca 1995) – niemiecki lekkoatleta, średnio- i długodystansowiec, wicemistrz Europy z 1938.
Zdobył srebrny medal w biegu na 3000 metrów z przeszkodami na mistrzostwach Europy w 1938 w Paryżu, przegrywając jedynie z Larsem Larssonem ze Szwecji, a wyprzedzając Alfa Lindblada z Finlandii.
Był mistrzem Niemiec w biegu na 1500 metrów w latach 1940–1942, 1946 i 1947, mistrzem w biegu na 3000 metrów z przeszkodami w 1938, 1939 i 1949 oraz wicemistrzem na tym dystansie w 1937, a także mistrzem w sztafecie 3 × 1000 metrów w 1946.
23 sierpnia 1941 w Brunszwiku ustanowił rekord świata w sztafecie 4 × 800 metrów czasem 7:30,4 (sztafeta niemiecka biegła w składzie: Hans Seibert, Albert Grau, Kaindl i Rudolf Harbig).
Był rekordzistą Niemiec w biegu na 1500 metrów z rezultatem 3:50,2 uzyskanym 20 sierpnia 1939 w Kolonii.
Rekord życiowy Kaindla w biegu na 800 metrów wynosił 1:52,6 (ustanowiony 4 lipca 1938 w Dreźnie), a w biegu na 3000 metrów z przeszkodami 9:06,8 (8 lutego 1939 w Berlinie).